# District de Côn Đảo
Les Îles Côn Đảo, autrefois appelées Îles Poulo-Condore (du malais “Pulau Kundur” qui signifie “l’île aux courges”), est un archipel vietnamien de seize îles formant un district dépendant de la province de Bà Rịa-Vũng Tàu, situé au sud du Viêt Nam, à 90 km du continent asiatique.

## Description
Les seize îles montagneuses, d'une superficie totale de 75 km2, sont habitées par environ 5 000 personnes. Elles sont situées à approximativement 185 km de Vũng Tàu et 230 km de Hô Chi Minh-Ville, dans la mer de Chine méridionale, (mer de l'Est pour les Vietnamiens). L'archipel est relié avec Hô Chi Minh-Ville par trois vols quotidiens d'environ une heure. On peut également s'y rendre par bateau au départ de Vũng Tàu. Cette traversée dure environ 4/5 heures par ferry rapide. La traversée de nuit ayant été supprimée.
La principale île du groupe est Côn Son (ou Côn Lôn) et la plus grosse ville s'appelle comme l'archipel, Côn Đảo. Cette île abritait le bagne de Poulo Condor du temps de l'Indochine française.
Le point culminant est situé à 600 mètres. Seule une étroite bande de terre permet la culture du riz, des cocotiers et d'autres arbres fruitiers.

## Composition
Les seize îles qui composent l'archipel sont :
- Côn Son (ou Côn Lôn)
- Hòn Côn Lôn Nhỏ
- Hòn Bảy Cạnh
- Hòn Cau
- Hòn Bông Lan
- Hòn Vung
- Hòn Ngọc
- Hòn Trứng
- Hòn Tài Lớn
- Hòn Tài Nhỏ
- Hòn Trác Lớn
- Hòn Trác Nhỏ
- Hòn Tre Lớn
- Hòn Tre Nhỏ
- Hòn Anh
- Hòn Em

## Histoire
Le 16 juin 1702, la compagnie britannique des Indes orientales colonise l'île de Côn Son. Celle-ci est libérée le 2 mars 1705.
Le 28 novembre 1787, par le traité signé à Versailles entre Louis XVI, et le roi fugitif de Cochinchine, Nguyen Anh, le Royaume de France obtient entre autres l'archipel de Poulo Condor.
L'archipel devient une colonie française en 1789, sous Louis XVI, qui avait déjà des vues sur Saïgon (protectorat ou conquête ?) à la veille de la Révolution française, mais il fut rapidement abandonné quand la Révolution fit rage en France. Chassés de l'Inde entre 1757 et 1761, les Français envisageaient dans les années 1780 une éventuelle conquête de l'Indochine. Des religieux français sont alors présents, dont Pierre Pigneau de Behaine, mandaté par Charles Gravier de Vergennes, en 1787. En cette même année 1787, à Versailles, un traité signé avec Nguyễn Phúc Ánh qui allait devenir, sous le nom de Gia Long, le premier empereur du Vietnam, établissait les débuts d'un protectorat, envoyant des soldats français pour aider Gia Long, alors au sud du Vietnam. Le comte de Montmorin, alors ministre des Affaires étrangères, supervise le traité. La Révolution française retarda ce projet de plus de cinquante ans, jusqu'à la fin des années 1850. La garnison militaire française qui l'occupait part à Pondichéry en 1791. Au traité de Vienne, en 1815, le nom de l'archipel n'est même pas cité. Après 1815, le régime de restauration en France ne reprend pas le projet de Louis XVI, et se focalise sur l'Algérie, en 1830, pour relancer un nouvel empire colonial. 
Il faudra attendre Napoléon III, et la prise de Saïgon en 1857 pour relancer ce projet colonial.         
En 1862, les Français y ouvrirent le bagne de Poulo Condor, connu aussi sous le nom de Phu Hai. De nombreux opposants politiques et indépendantistes y séjournèrent dans des conditions inhumaines et certains connurent les cellules appelées « cages à tigre ».
En 1954, le bagne passa sous le contrôle de la République du Viêt Nam (RVN), qui lui conserva sa fonction.
Quand les Français quittèrent l'Indochine, en 1955, et en marges des accords de Genève, en 1954, les Français tentèrent de conserver cet archipel, pour en faire un territoire d'outremer, pour conserver un reliquat de l'ancienne Indochine Française, et surtout pour tenter de conserver une présence, et une influence en extrême-Orient. Mais les Américains firent pressions sur les Français pour abandonner cet archipel, craignant une réaction des Chinois, qui étaient alors les alliés du Vietminh au Vietnam. Finalement, les Français cédèrent cet archipel à l'état du Vietnam du sud, en 1955, ce qui mettait un point final à la présence Française en Indochine.[réf. nécessaire]
Dans les années 1990-92, Michael Hatcher (en) a retrouvé l'épave d'un lorcha chinois datant de l'empereur Kangxi de la dynastie Qing (soit vers 1690), remplie de près de 60 000 objets, sur l'île de Hòn Cau. Une partie de ces objets (principalement de la porcelaine chinoise) est exposée au musée de Vũng Tàu.

## Parc national de Côn Đảo
Créé en 1993, le parc national de Côn Đảo, qui travaille avec le WWF, est étendu sur une surface de 40 000 ha comprenant terres et mer. Il est caractérisé par un écosystème varié. La faune et la flore terrestre se compose de 135 espèces animales et 882 espèces végétales. Dans sa partie maritime, la réserve naturelle renferme de splendides récifs de coraux.

## Tourisme
De nombreuses activités nautiques sont proposées sur les plages de Côn Đảo : plongée sous-marine, plongée en apnée, pêche, canoë, excursions en mer, etc. Parmi les 1 300 espèces différentes qui vivent dans la région, sont présentes autour de l'archipel le dugong, le dauphin, le dauphin de l'Irrawaddy, la raie aigle, la raie manta, le requin, la tortue verte...
Sur terre, il est possible de visiter le temple Phi Yen Lady, le musée national de Côn Đảo, le bagne de Poulo Condor avec les prisons de Phu Hai et Phu Son, le cimetière des partisans de Hang Duong et la tombe de Võ Thị Sáu, le pont Ma Thien Lanh et bien d'autres monuments.
Les nombreuses plages et criques sont présentes sur Côn Đảo, notamment à Nhat beach, Dam Trau, Hang Duong, Ong Dung et Phi Yen.
Le parc national organise des promenades dans la forêt primaire ainsi que des séances d'observation des sites de ponte des tortues vertes sur Big Bambou Island.

## Divers
C'est sur cet archipel que s'est déroulée la 10e saison de Koh Lanta : Koh-Lanta : Viêtnam.
L'archipel joue un rôle essentiel dans le roman de Ray Nayler, La Montagne dans la mer (2022), prix Locus du meilleur premier roman 2023.